# Peraluman
Peraluman est l'appellation commerciale d'une série particulière d'alliages d'aluminium dont l'élément principal de l'alliage est le magnésium dont la teneur peut aller jusqu'à 5,6 %. Le magnésium confère à ces alliages des caractéristiques optimales de résistance à la corrosion, même dans des milieux salins extrêmes, et offre également des capacités de soudabilité importantes et aussi de ductibilité.
Les alliages en Peraluman sont appelés série 5000. Ils possèdent des caractéristiques mécaniques qui peuvent être augmentées avec des traitements à froid, mais pas à chaud. Ces caractéristiques restent toutefois inférieures à celles de la série 2000 appelées aussi Duraluminium ou Avional. C'est pour cette raison que les alliages Peraluman ne trouvent pas une grande utilisation dans l'industrie aéronautique mais plutôt dans l'industrie automobile dans la réalisation de carrosseries avec de faibles sollicitations, mais qui nécessitent des soudures. C'est pour cela que ce matériau est particulièrement apprécié.